# Chrysocelis muehlenbeckiae
Chrysocelis muehlenbeckiae är en svampart som beskrevs av Lagerh. & Dietel 1914. Chrysocelis muehlenbeckiae ingår i släktet Chrysocelis och familjen Mikronegeriaceae.   Inga underarter finns listade i Catalogue of Life.